# أوستن ستويل
أوستن مايلز ستويل (بالإنجليزية: Austin Stowell) (ولد في 24 ديسمبر 1984) ممثل أمريكي عرف بأدواره في حكاية دولفين، والجزء الثاني منه فيلم حكاية دولفين 2، عن دور البطولة الفيلم الدرامي الرومانسي الحب والشرف (2013)، ويبلاش (2014)، وتجسيد شخصية طيار أمريكي فرانسيس چاري بوارز في فيلم جسر الجاسوس (2015) من إخراج ستيفن سبيلبرغ.

## السيرة الذاتية

### الطفولة والشباب
وٌلد في كونيتيكت، حيث كان الطفل الأصغر في عائلة مكونة من ثلاث أطفال، والدته كانت تشتغل كمدرسة.
سنة 2003، حصل أوستن على ديبلوم من الثانوية التعليمية برلين، ثم انتقل بعدها لدراسة الفن الدرامي في جامعة كونيتيكت، هذا وقد حصل على شهادة باكلوريا في الفنون الجميلة سنة 2007.

### الحياة الخاصة
كان أوستن على علاقة مع الممثلة الكندية نينا دوبراف، وذلك من أبريل 2015 إلى يناير 2016.

## المسيرة المهنية
شارك أوستن في العديد من الأفلام والمسلسلات، لكنه اشتهر أكثر عندما لعب في فيلم حكاية دولفين.

## قائمة أعماله

### في السينما
| السنة | عنوان الفيلم   | العنوان الأصلي  | المخرج            | الدور  |
| ----- | -------------- | --------------- | ----------------- | ------ |
| 2011  | بانكتشير       | Puncture        | مارك كيسين        | ميديتش |
| 2011  | حكاية دولفين   | Dolphin tale    | تشارلز مارتن سميث | كايل   |
| 2013  | الحب والخوف    | Love and Honer  | داني موناي        | دالتون |
| 2014  | حكاية دولفين 2 | Dolphin tale 2  | تشارلز مارتن سميث | كايل   |
| 2014  | ويبلاش         | Wiplash         | داميان تشازل      | ريان   |
| 2015  | جسر الجواسيس   | Bridge Of Spies | ستيفن سبيلبرغ     | -      |
| 2017  | ستراتون        | Startton        | سايمون ويست       | هانك   |

### في التلفزة
| السنة       | عنوان الفيلم (أو المسلسل)     | العنوان الأصلي                           | الدور         | عدد الأجزاء |
| ----------- | ----------------------------- | ---------------------------------------- | ------------- | ----------- |
| 2009 - 2011 | الحياة السرية لمراهقة أمريكية | The secret life of the american teenager | جيس           | 17 جزء      |
| 2009        | أسرار حبيبة                   | Secret Girlfreind                        | شاد           | جزء واحد    |
| 2010        | 90210                         | 90210                                    | -             | جزء واحد    |
| 2010        | إن سي آي إس: لوس أنجلوس       | NCIS: los angeles                        | جايمس وينستون | جزء واحد    |
| 2013        | خلف الأضواء                   | Behind the candelabra                    | طفل صغير      | -           |

## روابط خارجية
- أوستن ستويل على موقع IMDb (الإنجليزية)
- أوستن ستويل على موقع روتن توميتوز (الإنجليزية)
- أوستن ستويل على موقع ألو سيني (الفرنسية)
- أوستن ستويل على موقع قاعدة بيانات الفيلم (الإنجليزية)
- الموقع معجبي أوستن ستويل